# Useldange
Useldange (Luxemburgs: Useldeng, Duits: Useldingen) is een dorp en gemeente in het Luxemburgse Kanton Redange. De gemeente heeft een totale oppervlakte van 23,92 km² en telde 1347 inwoners op 1 januari 2007.
De Attert stroomt door de gemeente.

## Kernen

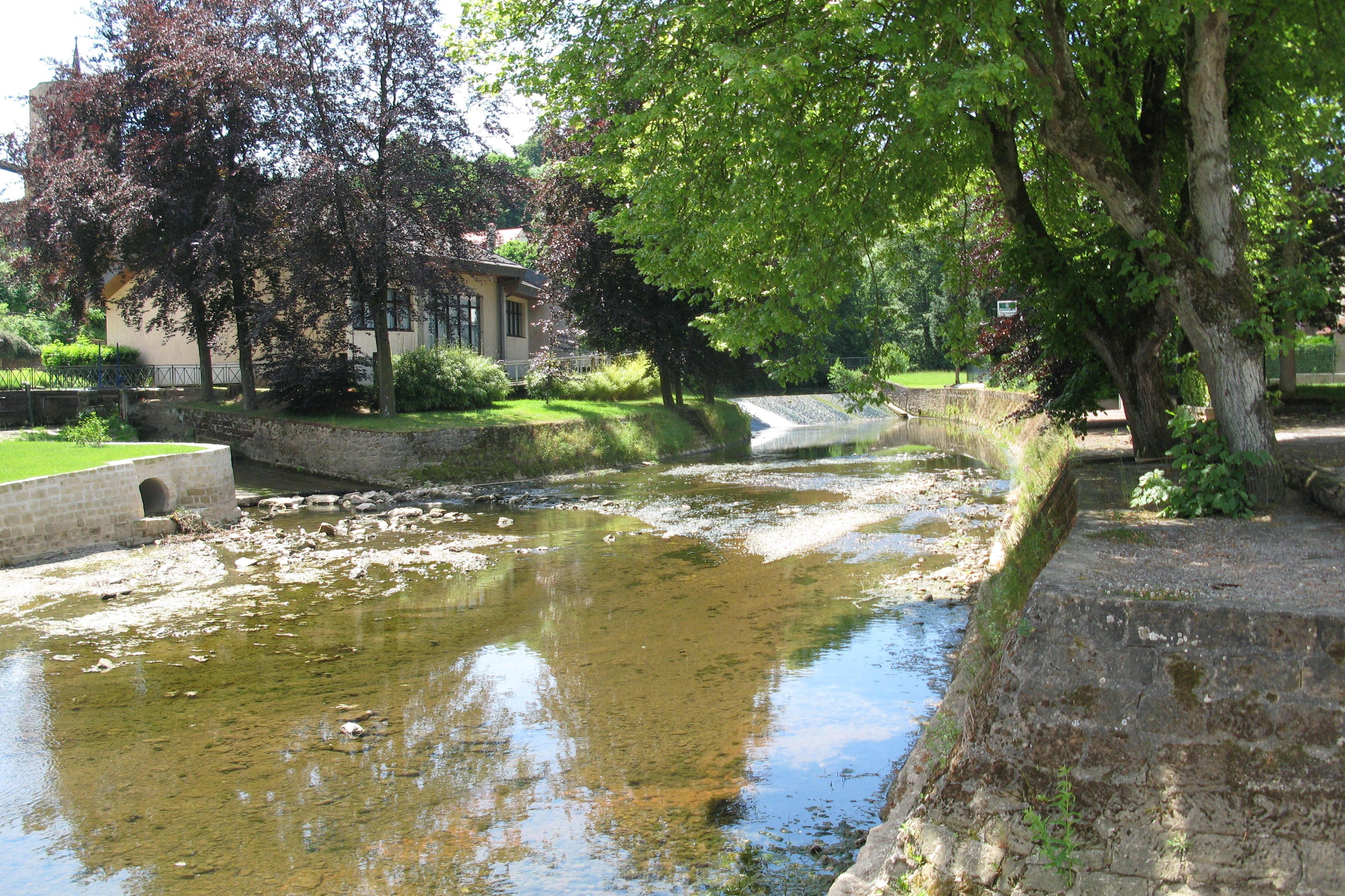
De Attert in Useldange

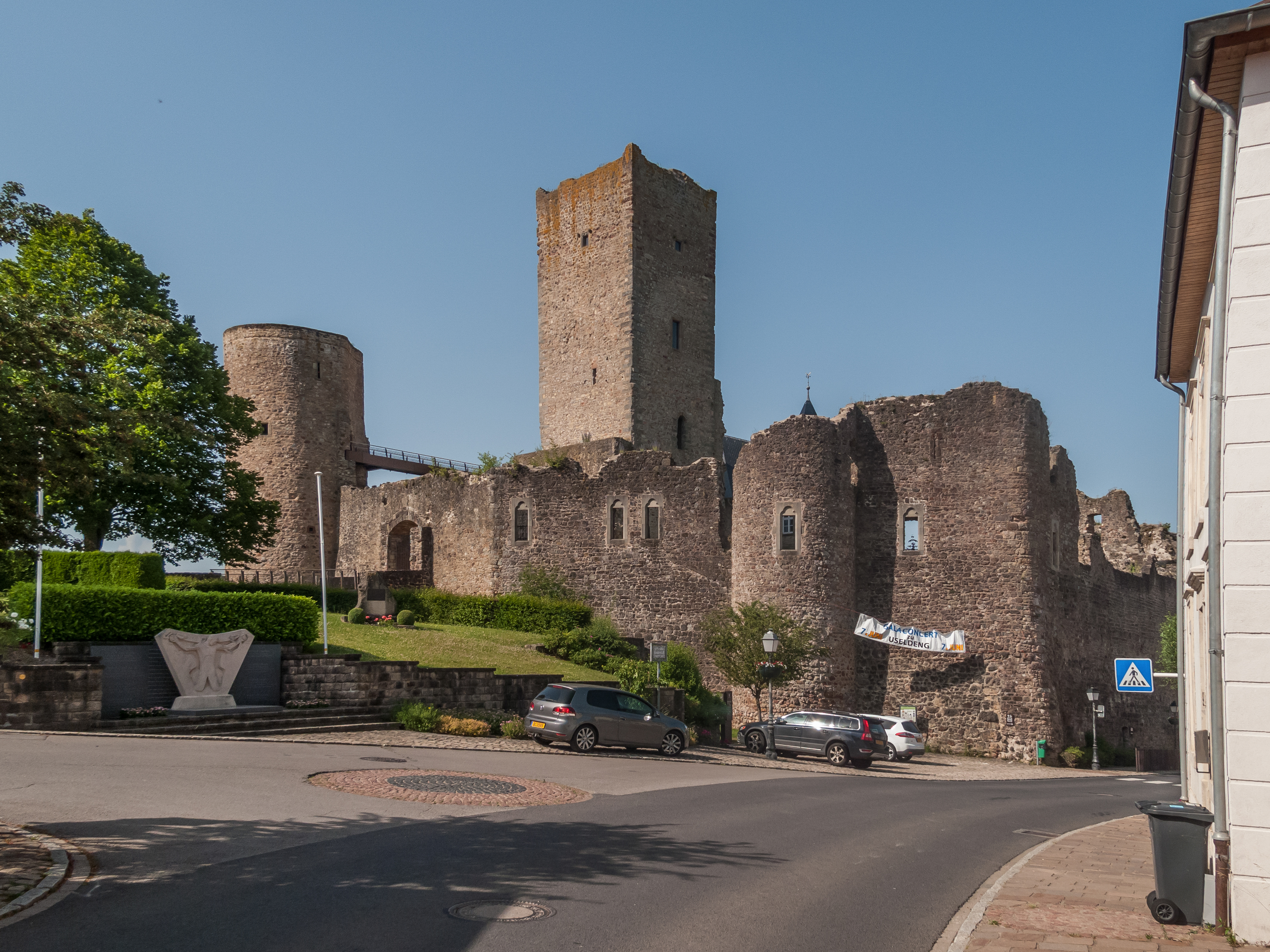
Kasteel Useldange

- Everlange (Iewerleng, Everlingen)
- Rippweiler
- Schandel
- Useldange (Useldeng, Useldingen)

## Evolutie van het inwoneraantal
| Jaar                              | 2001 | 2002 | 2003 | 2004 | 2005 |
| --------------------------------- | ---- | ---- | ---- | ---- | ---- |
| Inwoneraantal                     | 1301 | 1298 | 1272 | 1331 | 1313 |
| Opmerking: tellingen op 1 januari |      |      |      |      |      |

## Aangrenzende gemeenten
| Aangrenzende gemeenten | Aangrenzende gemeenten | Aangrenzende gemeenten | Aangrenzende gemeenten | Aangrenzende gemeenten |
| ---------------------- | ---------------------- | ---------------------- | ---------------------- | ---------------------- |
| Préizerdaul            |                        |                        |                        | Vichten                |
|                        |                        |                        |                        |                        |
| Redange                | Boevange-sur-Attert    |                        |                        |                        |
|                        |                        |                        |                        |                        |
| Beckerich              |                        | Saeul                  |                        |                        |